# 애니씽 고즈
애니씽 고즈(Anything Goes)는 콜 포터의 음악과 가사로 구성된 뮤지컬이다. 원본 서적은 가이 볼턴과 P. G. 우드하우스의 공동 노력으로 하워드 린제이와 러셀 크라우스 팀이 상당히 개정했다. 스토리는 뉴욕에서 런던으로 향하는 해저 정기선에서의 무모한 장난에 관한 것이다. 빌리 크로커는 에블린 오클리 경과 약혼한 상속녀 호프 하코트와 사랑에 빠진 밀항자이다. 나이트클럽 가수 리노 스위니(Reno Sweeney)와 퍼블릭 에너미 13번 "문페이스" 마틴은 희망을 얻기 위한 빌리의 여정을 돕는다. 나중에 팝과 재즈 표준이 된 소개된 노래로는 "Anything Goes", "You're the Top", "All Through the Night", "I Get a Kick Out of You" 등이 있다.
1934년 브로드웨이 앨빈 극장(현재의 닐 사이먼 극장)에서 데뷔한 이후, 이 뮤지컬은 미국과 영국에서 여러 차례 부활했으며 세 차례 촬영되었다. 이 뮤지컬은 오랫동안 학교와 지역사회 제작물에서 인기 있는 선정작이었다.